# Buchanan (Nowy Jork)
Buchanan – wieś w Stanach Zjednoczonych, w stanie Nowy Jork, w hrabstwie Westchester.